# Ulrich Wettstein

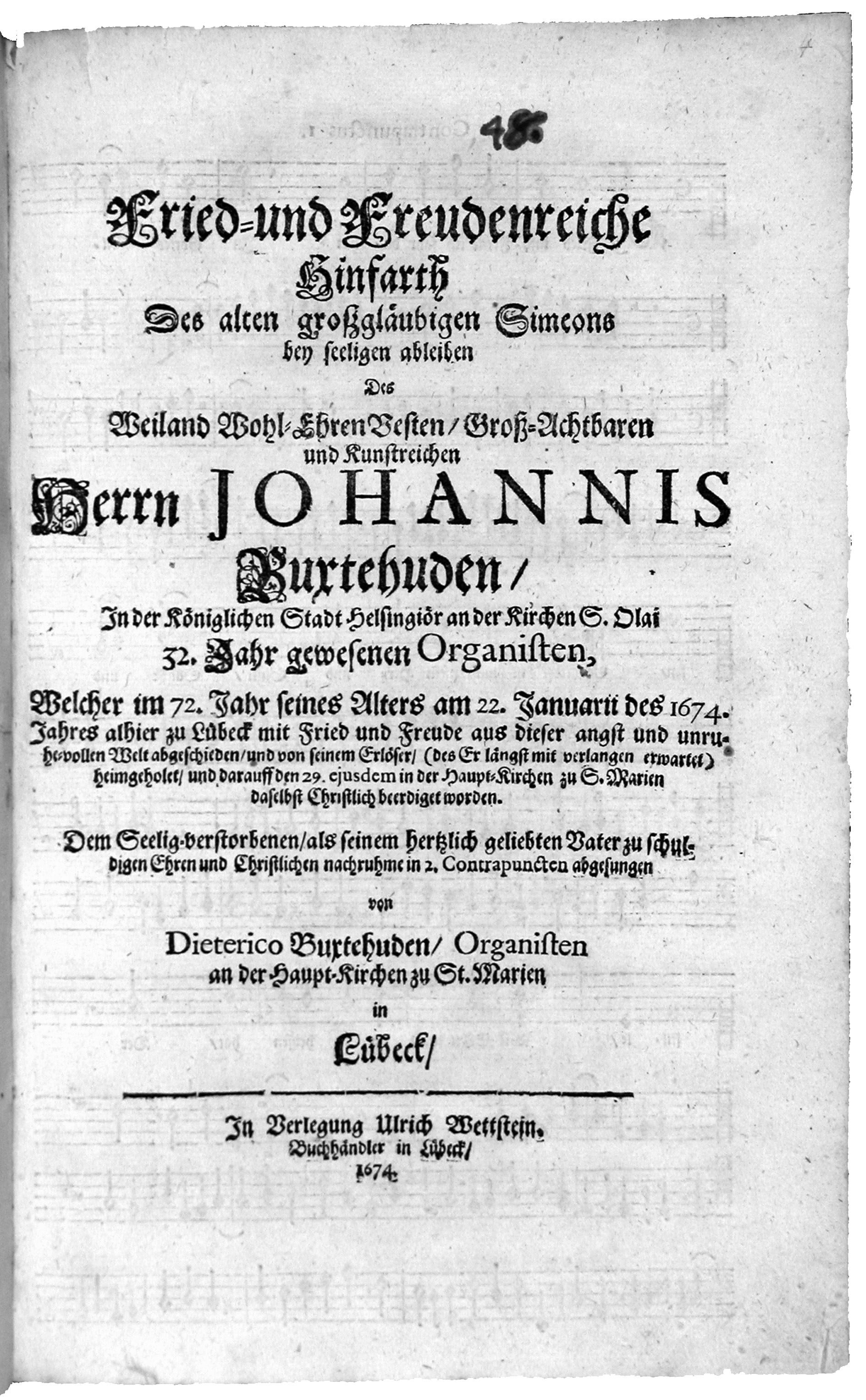
Von Wettstein 1674 verlegt: Dietrich Buxtehudes Mit Fried und Freud

Ulrich Wettstein auch Ulricus Wet(t)steinius († 1676 in Lübeck) war ein deutscher Buchdrucker und Verleger.

## Leben
Über Wettsteins frühes Leben ist nichts bekannt. Er war Lübecker Bürger und besaß ein Haus in der Hundestraße.
1662 erhielt er von Herzog Christian Ludwig ein Privileg zur Eröffnung einer Buchdruckerei auf dem Domhof in Ratzeburg. Ihm wurden kostenfrei Räume in einem der zum Dom gehörenden Kapitelshäuser zur Verfügung gestellt; er verpflichtete sich im Gegenzug, unentgeltlich bei Stellung des Papiers die amtlichen Verlautbarungen des Fürstentums Ratzeburg zu drucken. Am 25. März 1663 bestellte er Niclas Nissen zu seinem Faktor in Ratzeburg; dieser übernahm 1667 die Ratzeburger Werkstatt in eigener Regie bis zu seinem Tod 1688. Seine Witwe Katharina Elisabeth führte sie noch bis 1691.
Wettstein blieb in Lübeck als Drucker, Buchführer und Verleger tätig.
Seit dem 2. Juni 1663 war er mit Gertrud, geb. Volck, der Tochter eines Lübecker Buchführers und Verlegers, verheiratet. Sie führte das Geschäft noch bis 1678 weiter.